# Petr Procházka
Petr Procházka (Hradec Králové, 26 de marzo de 1964) es un deportista checo que compitió para Checoslovaquia en piragüismo en la modalidad de aguas tranquilas.
Representando a Checoslovaquia ganó dos medallas en el Campeonato Mundial de Piragüismo de 1987; representando a la República Checa obtuvo nueve medallas en el Campeonato Mundial de Piragüismo entre los años 1993 y 2006, y ocho medallas en el Campeonato Europeo de Piragüismo entre los años 1997 y 2005.

## Palmarés internacional
| Representando a Checoslovaquia  |                           |                   |             |
| Campeonato Mundial              |                           |                   |             |
| Año                             | Lugar                     | Medalla           | Competición |
| 1987                            | Duisburgo (Alemania)      | Medalla de plata  | C1 500 m    |
| 1987                            | Duisburgo (Alemania)      | Medalla de bronce | C2 500 m    |
| Representando a República Checa |                           |                   |             |
| Campeonato Mundial              |                           |                   |             |
| Año                             | Lugar                     | Medalla           | Competición |
| 1993                            | Copenhague (Dinamarca)    | Medalla de bronce | C4 500 m    |
| 1994                            | Ciudad de México (México) | Medalla de bronce | C4 200 m    |
| 1995                            | Duisburgo (Alemania)      | Medalla de plata  | C4 200 m    |
| 1997                            | Dartmouth (Canadá)        | Medalla de bronce | C4 200 m    |
| 1998                            | Szeged (Hungría)          | Medalla de oro    | C4 200 m    |
| 1999                            | Milán (Italia)            | Medalla de plata  | C4 200 m    |
| 2002                            | Sevilla (España)          | Medalla de plata  | C4 200 m    |
| 2005                            | Zagreb (Croacia)          | Medalla de plata  | C4 200 m    |
| 2006                            | Szeged (Hungría)          | Medalla de oro    | C4 200 m    |
| Campeonato Europeo              |                           |                   |             |
| Año                             | Lugar                     | Medalla           | Competición |
| 1997                            | Plovdiv (Bulgaria)        | Medalla de bronce | C4 200 m    |
| 1999                            | Zagreb (Croacia)          | Medalla de oro    | C4 200 m    |
| 1999                            | Zagreb (Croacia)          | Medalla de bronce | C2 200 m    |
| 2000                            | Poznań (Polonia)          | Medalla de oro    | C4 200 m    |
| 2000                            | Poznań (Polonia)          | Medalla de plata  | C2 200 m    |
| 2001                            | Milán (Italia)            | Medalla de oro    | C4 200 m    |
| 2002                            | Szeged (Hungría)          | Medalla de bronce | C4 200 m    |
| 2005                            | Poznań (Polonia)          | Medalla de oro    | C4 200 m    |